# Mięsień obszerny przyśrodkowy
Mięsień obszerny przyśrodkowy (łac. musculus vastus medialis) – w anatomii człowieka mięsień należący do grupy przedniej mięśni uda, część mięśnia czworogłowego uda (jego głowa przyśrodkowa).
Rozpoczyna się na kości udowej. Przyczep początkowy ma na kresie międzykrętarzowej, wardze przyśrodkowej kresy chropawej, kresie grzebieniowej, kresie nadkłykciowej przyśrodkowej, a także na ścięgnach mięśnia przywodziciela długiego i wielkiego. Razem z pozostałymi głowami mięśnia czworogłowego uda kończy się wspólnym ścięgnem końcowym, przyczepiającym się do górnego i bocznych brzegów rzepki, a do przodu od rzepki przechodzącym w więzadło rzepki, kończąc się na guzowatości kości piszczelowej. Dodatkowo część włókien jego ścięgna przechodzi po przyśrodkowym boku rzepki, stanowiąc troczek przyśrodkowy rzepki, przyczepiający się na przedniej powierzchni kłykcia kości piszczelowej, sięgając do więzadła pobocznego piszczelowego.
Unaczyniony jest przez tętnicę boczną okalającą udo, a unerwiony przez nerw udowy (L2–4).
Razem z pozostałymi głowami mięśnia czworogłowego uda prostuje staw kolanowy, poza tym stabilizuje pozycję rzepki.